# Viera Petríková
Viera Petríková (* 29. června 1957, Vranov nad Topľou, Československo) je slovenská právnička, politička a soudkyně, bývalá ministryně spravedlnosti Slovenska v prvním kabinetu Roberta Fica.

## Život
Po absolvování gymnázia ve Vranově nad Topľou začala studovat Právnickou fakultu Univerzity Pavla Jozefa Šafárika v Košicích. Studia zakončila roku 1980, od té doby působila jako právnička ve Vranově nad Topľou. V letech 1992–2007 působila jako soudkyně Okresního soudu ve Vranově nad Topľou. V roce 2007 se stala jeho místopředsedkyní a zároveň i místopředsedkyní Soudní rady Slovenské republiky.
Od 3. července 2009 do 8. července 2010 působila ve funkci ministryně spravedlnosti v první vládě Roberta Fica (zároveň jako místopředsedkyně této vlády). Do kabinetu byla nominována za stranu ĽS-HZDS. Od roku 2010 působí jako soudkyně Nejvyššího soudu SR.
Specializuje se na občanské právo.